# رابطة سكان الجزر

خريطة سيكلاديس

رابطة سكان الجزر هي رابطة فيدرالية للمدن الإغريقية في جزر سيكلادس في بحر إيجة. تشكّلت الرابطة تحت رعاية أنتيغونوس الأول مونوفثالموس ق. 314/3 ق.م.، وظلت تحت سيطرة الأسرة الأنتيغونية حتى ق. 287 ق.م.. ثم سيطر عليها البطالمة حتى انهارت السيطرة البطالمة على بحر إيجة، وانحلت تلك الرابطة في وقت ما في منتصف القرن الثالث قبل الميلاد. استقلت عدد من جزر سيكلاديس، باستثناء عدد قليل منها ظلت تحت السيطرة المقدونية. عادت الرابطة للتشكّل مرة أخرى تحت قيادة الرودسيين ق. 200 ق.م.، واستمرت حتى ق. 167 ق.م..